# Du bist gut
Du bist gut ist das am 2. November 2012 veröffentlichte 11. Studioalbum von Nena.

## Entstehung
Das Album wurde im Sommer 2012 in der Nähe von Reykjavík im Studio der Band Sigur Rós aufgenommen. Für die Aufnahme befanden sich Nena, der Produzent Derek von Krogh und die 13-köpfige Band zwei Monate in Island.
Die Gestaltung des Covers stammt von Nenas Tochter Larissa Kerner.

## Titelliste

### CD 1
| #   | Titel                        | Länge |
| --- | ---------------------------- | ----- |
| 1.  | Das ist nicht alles          | 4:26  |
| 2.  | Schmetterling                | 3:55  |
| 3.  | Lied Nummer eins             | 3:21  |
| 4.  | Im Reich meiner Mitte        | 4:07  |
| 5.  | Freiheit                     | 4:58  |
| 6.  | Besser gehts nicht           | 4:45  |
| 7.  | Ich hör mir zu               | 4:59  |
| 8.  | Wo ist mein Zuhause          | 3:58  |
| 9.  | Goldene Zeit Goldenes Land   | 5:21  |
| 10. | Solange Du Dir Sorgen machst | 3:15  |
| 11. | Lautlos                      | 3:41  |
| 12. | Ich hab Dich verloren        | 5:21  |
| 13. | Deine Flügel brechen nicht   | 5:10  |
| 14. | Frieden                      | 5:30  |
| 15. | Du bist gut                  | 7:34  |

### CD 2
| #  | Titel                                  | Länge |
| -- | -------------------------------------- | ----- |
| 1. | Weisses Schiff (live in Berlin)        | 4:10  |
| 2. | Lichtarbeiter (Studio Stuttgart)       | 5:14  |
| 3. | Liebe ist (Studio Hamburg)             | 3:42  |
| 4. | Schritt für Schritt (live in Berlin)   | 5:21  |
| 5. | Wunder geschehn (live in Berlin)       | 5:33  |
| 6. | Willst du mit mir gehn (Studio Island) | 4:12  |
| 7. | Neues Land (live in Berlin)            | 4:18  |
| 8. | Ich bin die Liebe (Studio Island)      | 3:24  |

## Rezension
Claudia Nitsche hörte das Album für den Weser-Kurier und urteilte: „Frech ist sie selten, eher bedächtig und auch mal traurig. Während „Im Reich meiner Mitte“ noch orientalisch verträumt klingt, verkitscht sie einen Titel wie „Schmetterling“ doch sehr. […] Dennoch bleibt anzuerkennen, dass „Du bist gut“ eine vielseitige Angelegenheit geworden ist, die Songs sind unverkennbar Nena, ein Umstand, der den Fans sehr entgegenkommen sollte. Und wie erwähnt: Manchmal klingt das wirklich gut, zu den mutigsten Kompositionen gehört dabei der elektronische Titelsong.“

Sabine Szimanski, die das Album für Radio Bremen rezensierte, schrieb: „Die Neue Deutsche Welle ist noch immer in ihrer Musik zu hören. Auf dem neuen Album klingen in 15 neuen Songs die Leichtigkeit und Lebensfreude einer Teenagerin genauso durch, wie die einer nachdenklichen und wehmütigen erwachsenen Frau.“

Ulf Kubanke von laut.de hingegen konnte Du bist gut nur wenig Positives abgewinnen: „Gestartet als interessanter deutscher Postpunk mit Pop-Appeal, 32 Jahre später bauchgelandet als musikalisch beliebige Plattitüdensammlerin. […] Wer das zugegeben niedliche Cover vor dem Kauf im Laden erblickt, hat den künstlerischen Zenit schon hinter sich. Die Produktion kann man vom popindustriellen Blickwinkel her durchaus als abgezockt betrachten. Eine Ansammlung halbgarer Andeutungen und im Ansatz bereits verstümmelter Ideen. Alles schön eingebunden in Nenas Shoppingkanal-Vorstellung süßlicher Erweckungsspiritualität.“ Kubanke vergab einen von fünf möglichen Sternen für das Album.